# Nové louky
Nové louky jsou přírodní památka jižně od obce Korytná v okrese Uherské Hradiště. Důvodem ochrany je zachovalá bělokarpatská louka s teplomilnou květenou. Hojný výskyt vzácných ohrožených druhů – bělozářka větvitá (Anthericum ramosum), lilie zlatohlavá (Lilium martagon), kosatec trávolistý (Iris graminea), jetel načervenalý, medovník meduňkolistý (Melittis melissophyllum), žluťucha orlíčkolistá (Thalictrum aquilegiifolium), plamének přímý (Clematis recta), růže galská (Rosa gallica) atd.